# 아게이정
아게이정(上井町)은 돗토리현 도하쿠군에 있던 정이다. 현재의 구라요시시의 일부에 해당한다.

## 역사
- 1889년 10월 1일 - 정촌제 시행에 의해 가와무라군 히노시타촌이 성립하였다.
- 1896년 4월 1일 - 군 통합에 의해 도하쿠군에 소속되었다.
- 1944년 7월 1일 - 정으로 승격, 개칭해 아게이정이 되었다.
- 1953년 10월 1일 - 구라요시정, 사이고촌, 가미오가모촌, 야시로촌, 가미호조촌, 기타다니촌, 다카시로촌, 나다테촌의 일부와 합병. 시로 승격해 구라요시시가 신설하여 폐지되었다.

## 참고문헌
- 角川日本地名大辞典 31 鳥取県
- 『市町村名変遷辞典』東京堂出版、1990年。